# Siemens Building Technologies
Siemens Building Technologies ist Dienstleister, Systemintegrator und Produktehersteller für die Bereiche Automatisierung, Energiedienstleistung, Brandschutz und Sicherheit.

## Definition
Siemens Building Technologies gehört zum Siemens-Konzern und beschäftigt sich mit Gebäudetechnik. Die Kompetenz von Siemens Building Technologies liegt in den Geschäftsfeldern:
- Gebäudeautomation
- Brandschutz und Löschung
- Gebäudesicherheit
- Betrieb über den Lebenszyklus

von Gebäuden.

## Geschichte
Die Siemens Building Technologies ist seit dem 1. Oktober 1998 Teil von Siemens. Die Siemens AG übernimmt 1998 den Bereich Industrie der Elektrowatt, welcher seinerseits bereits eine Fusionierung aus der Landis & Staefa und Cerberus ist.
Nach vollendeter Zusammenführung formiert sie folgenden neuen Konzernbereich mit den Divisionen:
- Siemens ANL VN
- Landis & Staefa Division
- Cerberus Division
- Facility Management Division; (Hausverwaltung)
- Project Business Division (Gebäudetechnik)

Dieser neue Geschäftsbereich wird ‘’Siemens Building Technologies’’ genannt.
Nach diversen Umstrukturierungen und dem Verkauf der Liegenschaftsverwaltung wird die Siemens Building Technologies seit 1. Januar 2015 von Matthias Rebellius geführt. Finanzchef ist Axel Meier (Stand: November 2017).
Siemens Building Technologies beschäftigt weltweit rund 28’000 Mitarbeiter (Stand: November 2017). Der Hauptsitz der Division Building Technologies befindet sich in Zug, Schweiz.
| Jahr | Ereignis |
| ---- | --- |
| 1853 | Errichtung der ersten Feuermeldeanlage der Welt durch Siemens, Berlin                                                                                   |
| 1896 | Gründung des Electrotechnischen Instituts Theiler & Cie, Zug                                                                                            |
| 1905 | Umfirmung in Landis & Gyr (L&G) |
| 1940 | Gründung der Cerberus AG und der Wärmetechnischen Abteilung von L&G                                                                                     |
| 1948 | Zusammenarbeit von Siemens und Cerberus im Bereich automatische Rauchmelder                                                                             |
| 1962 | Elektrowatt übernimmt Cerberus |
| 1974 | Elektrowatt übernimmt Staefa Control System |
| 1996 | Elektrowatt übernimmt Landis & Gyr und fusioniert L&G Building Control mit Staefa Control System zu Landis & Staefa                                     |
| 1998 | Siemens AG übernimmt Elektrowatt Bereich Industrie mit Landis & Staefa und Cerberus und formiert den neuen Konzernbereich Siemens Building Technologies |
| 2004 | Siemens Building Technologies wird von der Siemens Schweiz AG übernommen.                                                                               |
| 2015 | Siemens AG verkauft den Bereich Security Products an Vanderbilt                                                                                         |

## Geschäftsfelder
Seit Januar 2013 teilen sich die ehemaligen drei Business Units Control Products & Systems, Building Automation & Control und Fire Safety & Security auf zwei verschiedene Bereiche auf, die das operative Geschäft von Siemens Building Technologies bilden.

### Control Products & Systems
Bereitstellen von Produkten und Systemen im Bereich
- Heizung, Lüftung, Klimatechnik (HLK)
- Brandschutz
- Gebäudesicherheit

### Solution & Service Portfolio
Bereitstellen von spezifischen Lösungen für bestimmte Anwendungsfelder wie Datenzentren oder Flughäfen.

### Ehemalige Business Unit Low-Voltage Distribution (seit 2011 eigene Division)
Die Business Unit Low-Voltage Distribution ist ein ehemaliges Geschäftsfeld und wird seit 2011 als eigene Division geführt. Der Fokus dieses Geschäftsbereichs liegt der Energiege- und -verbrauch von öffentlichen und geschäftlich genutzten Gebäuden. Die Division vertreibt Produkte im Bereich Niederspannungsschutzschalttechniken, die dazugehörige Software, Kippschalter, Anschluss- und Steckdosen.

## Negative Schlagzeilen

### Stellenabbau bei Siemens Metering
2002 verkaufte Siemens sieben Gesellschaften an den US-Finanzinvestor KKR. Betroffen war insbesondere die Zuger Siemens Metering, wo 160 von insgesamt 360 Stellen verloren gingen. Siemens Metering war 1998 aus der Übernahme des Geschäftsbereichs Industrie der Elektrowatt durch Siemens hervorgegangen.
Der 2005 veröffentlichte Dokumentarfilm “Verlorene Welt – Aus dem Innenleben des einstigen Konzerns Landis & Gyr” von Claudia Schmid und Michael van Orsouw griff den Skandal auf.

### Pensionskassen-Skandal
2006 verschärfte Siemens als Reaktion auf den Finanzskandal um Untreue und vermutete Bestechung die Verhaltensregeln für seine Mitarbeiter. Im Visier der Ermittlungen standen OZ-Banker Peter Rüegg und Siemens-Manager Roland Rümmeli. Rümmeli wurde vorgeworfen, Kick-backs auf private Konti umgeleitet zu haben. Die illegal bezogenen Gelder (400'000 Franken) zahlte der entlassene Portfoliomanager der Siemens zurück.